# Jarod Tobler
Jarod Tobler (ur. 30 września 1982) – amerykański lekkoatleta, skoczek w dal.
Srebrny medalista halowych mistrzostw USA (2011).

## Rekordy życiowe
- Skok w dal – 8,16 (2008) / 8,22w (2011)